# Стівен Вайнберг
Сті́вен Ва́йнберг (англ. Steven Weinberg; 3 травня 1933 — 23 липня 2021) — американський фізик, лауреат Нобелівської премії з фізики 1979 року (спільно з Шелдоном Лі Глешоу та Абдус Саламом) «За внесок в об'єднану теорію слабких і електромагнітних взаємодій між елементарними частинками, зокрема, передбачення слабких нейтральних струмів».

## Біографія
Стівен Вайнберг народився 3 травня 1933 року в Нью-Йорку в єврейській сім'ї. 1950 року закінчив школу в Бронксі. 1954 року здобув ступінь бакалавра в Корнельському університеті. 1957 року здобув ступінь доктора філософії в Принстонському університеті під керівництвом Сема Треймана. З 1982 року Вайнберг — професор фізики та астрономії в університеті Техасу в Остіні.
Вайнберг також чудовий популяризатор науки. Він виступав перед конгресом США на підтримку будівництва Надпровідного суперколайдера, писав статті для «Нью-Йоркського книжкового огляду» і виступав з різними лекціями про значення науки. Його книги про науку поєднують популяризацію науки з її історією та філософією.

Вайнберг — атеїст. У книзі «Мрії про остаточну теорію» він пише: «Спогади про голокост відштовхують мене від спроб виправдати ставлення Бога до Людини. Якщо існує Бог, який має особливі плани щодо людини, то Він дуже постарався приховати свою турботу про нас якнайдалі. Мені здається нечемним, якщо не сказати негідним, звертати свої молитви до такого Бога». 
| | З релігією або без неї, хороші люди можуть робити добро і погані люди можуть робити зло. Але щоб змусити хорошу людину робити зло — для цього необхідна релігія. Оригінальний текст (англ.) With or without religion, good people can behave well and bad people can do evil; but for good people to do evil — that takes religion. |
| — by Steven Weinberg, A Designer Universe?, конференція з космології у Вашингтоні, квітень 1999 року. | |

Вайнберг також відомий своєю ліберальною підтримкою Ізраїлю. Він написав есе «Сіонізм і його культурне розмаїття», яке пояснює його позицію.